# Eske Jensen Brock
 Der er flere personer med dette navn, se Eske Brock (flertydig).
Eske Jensen Brock (død 3. maj 1441) eller som han også kaldtes Brock Jensen var søn af Jens Jensen Brock til Clausholm (som blev dræbt 1404 af hr. Jens Nielsen Løvenbalk) og Ide Lagesdatter Panter (hvis våbenmærke var et spraglet panterdyr). Han blev opkaldt efter sin farfaders morbroder Eske Brock til Hikkebjærg (Hekkebjerg Slot).
Hans egen slægt havde hidtil ikke ført fast tilnavn, men hans efterkommere beholdt navnet Brock ved siden af det fædrene våben, som var en blå spids fra skjoldfoden i sølvfelt. Eske Brock skrives til slægtens stamgård Essendrup ved Randers og nævnes første gang i 1425. Fire år efter var han ridder og lensmand på Københavns Slot, og 1432 nævnes han som rigsråd i det forlig med hansestæderne, der blev indgået i Horsens. 
Året efter blev han brugt i diplomatiske forhandlinger med de engelske og de stralsundske afsendinger, og 1435 var han lensmand på Aalborghus, men mistede dette len få år efter. Han var en af de adelsmænd, som foranledigede kong Erik af Pommerns fordrivelse og hertug Christoffers indkaldelse, og efter denne sidstes tronbestigelse fik han på ny Aalborghus i forlening. Men han fik kun kort nytte deraf, thi 3. maj 1441 faldt han i Slaget ved Skt. Jørgensbjerg imod de oprørske bønder. De havde et særlig godt øje til ham, som skal have været dem en streng herre, og det fortælles, at vendelboerne efter slaget huggede hans lig i syv stykker og sendte et til hvert af herrederne nord for Limfjorden.

## Ægteskab
Eske Jensen Brock var gift med:
- Sophie Andersdatter Hak (Hack) datter af Anders Hak og Gertrud Mogensdatter Munk
- Ellen Henriksdatter Gyldenstierne datter af Henrik Knudsen Gyldenstierne og Anne Mogensdatter Munk (død 1472) som efter hans død ægtede hun hr. Corfits Rønnov

søn Lave Eskesen Brock (død 1503)
Et eller flere børn, da der i 1449 solgte Hr. Niels Manderup Gods til Hr. Henrik Knudsen Gyldenstierne på Hr. Eske Brocks børns vegne, men de må være døde ganske unge.